# Повіт Яеяма
Пові́т Яея́ма (яп. 八重山郡, やえやまぐん, МФА: [jaejama guɴ]) — повіт в Японії, в префектурі Окінава. До складу повіту входять містечка Такетомі та Йонаґуні. Станом на 1 липня 2012 року його площа становила 362,97 км². Населення складало 5482 осіб, а густота населення — 15,1 осіб/км². Повіт включає острови Яеяма та Сенкаку.